# Последний визит
«Последний визит» — советский телефильм 1984 года в жанре политического детектива, снятый на Рижской киностудии режиссёром Адой Неретниеце по повести американского писателя Элберта Карра «Вашингтонское убийство».

## Сюжет
Американский журналист Бертон, находясь в командировке в одной латиноамериканской стране, странно погибает. 
Его жена Сэйра Бертон, тоже журналист, не верит в несчастный случай и начинает собственное расследование. Она выясняет, что её муж вскрыл связь между диктатором страны и местным банкиром, имеющим поддержку Вашингтона, и что смерть мужа была неслучайной — это было убийство. Но обнародовать полученные сведения она не успевает, её убивают.

## В ролях
- Алла Балтер — Сэйра Бертон
- Гунар Цилинский — Том Бертон
- Павел Кадочников — Джерри Чивер
- Эльза Радзиня — миссис Этель Чивер, жена Джерри
- Антра Лидскалниня — Никки, дочь Джерри Чивера
- Юрис Леяскалнс — Фред, муж Никки
- Ирина Мазуркевич — Барбара, внучка Джерри Чивера
- Юозас Будрайтис — Кирк Норвинс, политик
- Борис Аханов — Майкл Хайден, журналист
- Юрий Крюков — Артуро Оливарес
- Волдемар Лобиньш — садовник

## Литературная основа
Фильм снят по повести американского писателя Элберта Карра (англ.: The Washington Party Murder), впервые напечатанной в журнале «Ellery Queen's Mystery Magazine» в июле 1964 года.
В СССР на русском языке в переводе С. Митиной повесть вышла отдельным изданием в 1968 году в книжной серии «Библиотека „Огонёк“» издательства «Правда».
Одновременно по повести на Всесоюзном радио был поставлен радиоспектакль.